# Journal des Lois

Le Journal des Lois de la République une et indivisible est un périodique fondé en novembre 1792 par Charles-Nicolas Osselin et Guglielmo Francesco Galletti.
Au début, il était dédié presque exclusivement aux débats parlementaires, dont il donna des brefs comptes rendus. Le compte rendu relatif à la journée du 2 juin 1793, soulignant les pressions populaires subies par la Convention, déplaît aux Jacobins. Par conséquent, Osselin fut forcé d'abandonner le Journal des Lois.
Le Monitore italiano politico e letterario, édité en 1793 à Nice par le jacobin piémontais Giovanni Antonio Ranza, publia régulièrement des articles du Journal des Lois en traduction italienne. En l'an II, Galletti fut brièvement arrêté par ordre du comité de salut public, à cause d’un article sur le commerce entre la France et les pays neutres, jugé indiscret et inconvenant à cause de la situation militaire (Première Coalition).
Terroriste pendant la Terreur, le Journal des Lois devint violemment thermidorien après Thermidor et participa à la campagne de calomnies lancée contre Robespierre et sa « faction anthropophage ». Parmi les rédacteurs du Journal des Lois il y avait probablement Joseph Maria Piccini (Giuseppe Maria Piccinni), fils du célèbre compositeur italien Niccolò Vito Piccinni. Dans l’an III, Galletti polémiqua avec L’Ami du Peuple de Babeuf, qui accusa le Journal des Lois d’être un journal « contre-révolutionnaire » dirigé par Dubois-Crancé. Galletti repoussa cette accusation et, à son tour, accusa Babeuf d’être un « prédicant de l’anarchie » et de la Terreur. Lors de l'instauration du Directoire, le quotidien de Galletti changea son nom, devenant le Journal des Lois des deux Conseils et du Directoire de la République française. Il se fit promoteur de la théophilanthropie et, plus en général, de la politique du gouvernement. De son côté, celui-ci commença à soutenir économiquement le Journal de Lois. Après les élections de l’an V, le journal prit le nom de Le Pacificateur. La part laissée aux nouvelles de l’étranger augmenta, de même que les articles d’opinion rédigés par des auteurs illustres, tels que Dominique-Joseph Garat et Pierre-Louis Ginguené. Les rédacteurs responsables étaient Galletti et Jean-Baptiste Picquenard, ci-devant secrétaire de la commission civile de Sonthonax à Saint-Domingue et futur auteur du roman historique Adonis, ou Le bon nègre. Dans plusieurs articles parus dans les colonnes du Pacificateur, Picquenard polémiqua contre les desseins politiques colonialistes du club de Clichy et du vice-amiral Villaret-Joyeuse, en les accusant de vouloir rétablir l’esclavage. Galletti mourut en prairial an VI (1798). Peu après, la publication du journal cessa. 